# Баяндин, Анатолий Денисович
Анато́лий Дени́сович Бая́ндин (1 апреля 1924 — 13 апреля 1962) — русский советский писатель, участник Великой Отечественной войны.

## Биография
Родился 1 апреля 1924 года в селе Архангельское Архангельской волости Северного края. Учился в сельской школе, затем в городе Кудымкар.
С началом Великой Отечественной войны из девятого класса школы в 17 лет добровольцем записался в Красную Армию. Военкоматом был направлен в Чкаловское военно-авиационное училище, но со второго курса в 1942 году курсанты были отправлены на защиту Сталинграда — рядовой армейского 77-го заградотряда 62-й армии — как отмечено в наградном листе на медаль «За отвагу»: «В боях за Сталинград показал себя отважным и дерзким бойцом», отличился в ноябре 1942 года при обороне завода «Баррикады». С 1943 года — гв. лейтенант, комсорг 216-го стрелкового полка 79-й гвардейской стрелковой дивизии. На фронте в 1944 году вступил в ВКП(б). Воевал на Сталинградском, Юго-Западном, 3-м Украинском и Белорусском фронтах. Участвовал в форсировании реки Вислы, в боях за Варшаву. Был трижды ранен и контужен.
Награждён орденами Красного Знамени (1944), Отечественной войны I степени (1945), Красной Звезды (1944), медалями «За отвагу» (1943), «За оборону Сталинграда», «За освобождение Варшавы», «За победу над Германией».

19.03.44 отражая яростные контратаки противника, тов. Баяндин сам лично уничтожил 8 солдат и 1 офицера противника.— из наградного листа на Орден Красной Звезды

На рассвете 1.8.44 с первой группой бойцов на лодке достиг западного берега реки Висла, и скрытно подобравшись к вражескому ДЗОТу забросал ДЗОТ гранатами, смело и решительно повёл за собой бойцов на прорыв первой линии обороны врага. Лично он убил 5 немецких солдат. Группа Баяндина огнём прикрывала высадку других групп.— из наградного листа на Орден Красного Знамени

В бою тов. Баяндин спас жизнь командиру батальона, когда на него в траншее напали немцы, и здесь личным оружием Баяндин убил 9 немецких солдат.— из наградного листа на Орден Отечественной войны I степени
Демобилизован по ранению в 1945 году, вернулся в Кудымкар, работал художником-декоратором в Коми-Пермяцком окружном драматическом театре имени М. Горького.
С середины 1950-х годов начал печататься — рассказы «В грозу», «Смешливый ёрш», «Колокольня» появились в кудымкарской газете «По ленинскому пути», в пермской газете «Молодая гвардия».
В 1962 году Пермским книжным издательством была издана первая и оставшаяся единственной прижизненной книга писателя — «Девушки нашего полка». Коми-Пермяцким книжным издательством в 1994 году опубликована его книга со всеми произведениями. В неё вошли фельетоны, рассказы, очерки, пьесы, стихи, три повести.
Трагически погиб весной 1962 года от рук трёх несовершеннолетних хулиганов, пытаясь защитить на улице незнакомого ему человека.